# Spezifische Größe
Spezifische Größen sind physikalische Größen, die in der Regel auf die Masse eines Stoffes bzw. Körpers oder auf Raumdimensionen eines Systems (Volumen, Flächeninhalt, Länge) bezogen sind.
Nach DIN-Norm ist der Begriff spezifisch nur für Massenbezug reserviert, sein Überbegriff ist bezogene Größe.

## Grundlagen
Aus einer Zustandsgröße oder Prozessgröße wird durch Division durch den zugehörigen Bezug eine spezifische bzw. bezogene Größe. Der Zweck dieser Methode ist, dass dann der Größenwert gewissen Skalierungen des Systems gegenüber unabhängig ist, und sich in Rechnungen leichter handhaben lässt.
In der Thermodynamik kennzeichnet das insbesondere den Unterschied zwischen einer extensiven Zustandsgröße oder Prozessgröße und einer (bezogenen) intensiven Größe.
Die Formelzeichen von intensiven Größen bestehen im Gegensatz zu denen von extensiven Größen meist aus kleinen Buchstaben oder sie sind speziell indiziert.

## Genormte Größenbenennungen
In der Deutschen Norm DIN 5485 Benennungsgrundsätze für physikalische Größen; Wortzusammensetzungen mit Eigenschafts- und Grundwörtern wird empfohlen:
- massebezogene Größen sollten spezifisch genannt werden
- volumenbezogene Größen sollen -dichte, -volumendichte oder -raumdichte genannt werden
- für flächenbezogene Größen wird die Benennung -flächendichte oder -bedeckung empfohlen
- für längebezogene wird -längendichte, -belag oder -behang empfohlen
- Quotienten aus Masse, Volumen, Stoffmenge oder Teilchenzahl eines Stoffes und dem Volumen der Mischphase, in der sich der Stoff befindet, sollten -konzentration genannt werden

Diese Empfehlungen stimmen weitgehend überein mit der internationalen Norm EN ISO 80000-1:2013 Größen und Einheiten – Allgemeines, Kapitel A.6.
Tatsächlich halten sich aber im wissenschaftlichen und technischen Alltag viele Bezeichnungen, die diesen Kriterien nicht folgen. Es ist daher nicht leicht, den Bezug aus dem Namen der Größe abzuleiten. Etliche Größen werden je nach Zusammenhang massen- oder volumenbezogen angegeben, ohne dass die Bezeichnung dies klarmacht. Angaben in Massen- und Volumenprozent sind nicht normgerecht.
Zusätzlich empfiehlt obige DIN auch:
- molare Größe für auf Stoffmengen bezogene Größen
- spektral für auf ein Einheits-Frequenzintervall oder Einheits-Wellenlängenintervall bezogene Größen.

Jede auf eine Größe ihrer eigenen Größenart bezogene Größe ist eine Größe der Dimension Zahl. Ist auch die Maßeinheit in Zähler und Nenner gleich, wird sie Verhältnisgröße genannt; von der Dimension Zahl ist aber beispielsweise auch eine Angabe in mm/m.
Neben diesen physikalischen Größen gibt es noch zahlreiche andere spezielle „spezifische“ Werte, wie in der Wahrscheinlichkeitsrechnung, oder in der Wirtschaft die auf bestimmte Verbrauchssektoren bezogenen Energie- oder Materialeinsätze oder Kosten, die als Kennwerte benutzt werden.

## Beispiele bezogener Größen

### Massenbezogene spezifische Größen
| Bezeichnung                                      | Definitionsgleichung                                        | Einheit                                                          | Art            |
| ------------------------------------------------ | ----------------------------------------------------------- | ---------------------------------------------------------------- | -------------- |
| spezifisches Volumen {\displaystyle v}           | {\displaystyle v={\frac {V}{m}}}                            | {\displaystyle [v]={\frac {\mathrm {m} ^{3}}{\mathrm {kg} }}}    | Zustandsgröße  |
| spezifische Arbeit {\displaystyle w}             | {\displaystyle w={\frac {W}{m}}}                            | {\displaystyle [w]={\frac {\mathrm {J} }{\mathrm {kg} }}}        | Prozessgröße   |
| spezifische Enthalpie {\displaystyle h}          | {\displaystyle h={\frac {H}{m}}}                            | {\displaystyle [h]={\frac {\mathrm {J} }{\mathrm {kg} }}}        | Zustandsgröße  |
| spezifische Entropie {\displaystyle s}           | {\displaystyle s={\frac {S}{m}}}                            | {\displaystyle [s]={\frac {\mathrm {J} }{\mathrm {kg\cdot K} }}} | Zustandsgröße  |
| spezifische Gaskonstante {\displaystyle R_{i}} 1 | {\displaystyle R_{i}={\frac {C_{p}}{m}}-{\frac {C_{v}}{m}}} | {\displaystyle [R]={\frac {\mathrm {J} }{\mathrm {kg\cdot K} }}} | Stoffkonstante |

1 Der Index {\displaystyle i} bezeichnet das Gas. Für ideale Gase gilt {\displaystyle R_{i}={\frac {R}{M_{i}}}} mit der molaren oder allgemeinen Gaskonstante {\displaystyle R} und der molaren Masse {\displaystyle M_{i}} des Gases.
Weitere, meist massebezogene Größen: 

Spezifische Wärmekapazität c, spezifische Energie e/gravimetrische Energiedichte w (z. B. Enthalpie h s. o., spezifische Enthalpien: Schmelzenthalpie ΔHs, Verdampfungsenthalpie ΔHv, Kristallisationsenthalpie ΔHk, Brennwert hs und Heizwert hi für flüssige und feste Brennstoffe), spezifischer Impuls, Isp, spezifische Ladung, spezifische Leistung, spezifische Luftfeuchtigkeit s.

### Dimensionale spezifische Größen, Dichten
Dimensionale spezifische Größen: 

Wichte (spezifisches Gewicht) γ, volumetrische Energiedichte w (Brennwert Hs und Heizwert Hi für gasförmige Brennstoffe), spezifische Oberfläche sm / sv, spezifischer elektrischer Widerstand ρ, spezifische Ausstrahlung M und spezifische Lichtausstrahlung Mv, spezifischer Drehwinkel, spezifischer Wärmewiderstand Rλ, Ladungsdichte (Raumladungsdichte ρ, (Ober)flächenladungsdichte σ, Linienladungsdichte λ), Bevölkerungsdichte (Anzahl je Fläche), Verkehrsdichte (Anzahl je Länge), Fadendichte eines Gewebes (Anzahl je Fläche)

### Dichtebezogene spezifische Größen
Dichtebezogene Größen der Materialwissenschaften, die Skalierungen erlauben: 

Relative Dichte (spezifische Dichte) d, spezifische Steifigkeit Rsp, spezifische Festigkeit Φ, spezifische Adhäsion.